# Ferorhinella balatra
Ferorhinella balatra is een halfvleugelig insect uit de familie schuimcicaden (Cercopidae). De wetenschappelijke naam van deze soort is voor het eerst geldig gepubliceerd in 2011 door Paladini.